# Cervonîi Rozdil, Novoukraiinka
Cervonîi Rozdil (în ucraineană Червоний Розділ) este un sat în comuna Pomicina din raionul Novoukraiinka, regiunea Kirovohrad, Ucraina.

## Demografie
Componența lingvistică a localității Cervonîi Rozdil
     Ucraineană (98,92%)
     Rusă (1,08%)
Conform recensământului din 2001, majoritatea populației localității Cervonîi Rozdil era vorbitoare de ucraineană (98,92%), existând în minoritate și vorbitori de rusă (1,08%).